# Sarroca de Baén
Sarroca es un antiguo caserío, actual masía aislada, del municipio de Bajo Pallars, en la comarca leridana del Pallars Sobirá. Hasta 1969 perteneció al antiguo término de Baén. Su población es de 2 habitantes y tiene una pequeña capilla bajo la advocación de San Roque.

## Localización
Se encuentra en el extremo oriental del término, en el camino que une este con las tierras del Alto Urgel. Hasta allí se accede, desde el centro del municipio, a través de la pista de Baén por el desvío que hay en el punto quilométrico 295'2 de la N-260 y cruza el río Noguera Pallaresa. Tras pasar junto a Baén y cerca de otros pueblos más orientales de su antiguo término (Buseu, San Sebastián de Buseu) la pista llega al lugar.
Sarroca está situado en la ladera O de la Corona Alta (1842 m), sobre el barranco de San Sebastián. Cerca de Sarroca, al NE, se encuentran los restos del antiguo poblado de Castellnou, en lo alto de un cerro estratégico sobre la antaño importante ruta, pues comunicaba los condados de Pallars Sobirá y de Urgel. Al otro lado del valle, al O de Sarroca, están los restos de la iglesia románica de Sant Joan de Solans.
La carretera sigue más allá de Sarroca y tras pasar por el puerto de las Iglesias atraviesa el municipio de Valls d'Aguilar, ya en el Alto Urgel, para enlazar con la C-1313.

## Sarroca en el Madoz
Aunque Sarroca de Baén no tiene artículo propio en el Diccionario geográfico-estadístico-histórico de España y sus posesiones de Ultramar de Pascual Madoz, aparece citado en el correspondiente a Baén, aunque es llamado erróneamente "Sarroca de Barrabes", y allí se dice que su población es de l vecino y 10 almas.